# P.S.걸
"P.S.걸"은 2016년에 개봉한 대한민국의 영화이다.

## 캐스팅
- 비키 : 나비 역
- 권민 : 인식 역
- 이창용 : 준호 역
- 함민지 : 체리 역
- 이은미 : 캔디 역
- 박은영 : 은미 역
- 진아라 : 빅마마 역
- 최우영 : 은미남편 역
- 오윤학 : 정우 역
- 이승훈 : 떡볶이집 손님 역